# Théâtre Grandsart-Courtois
Le Théâtre Grandsart-Courtois est un théâtre ambulant fondé vers 1840 par André-Joseph Grandsart et Julienne-Reine (dite Julie) Courtois, prestidigitateur et prestidigitatrice belges, qui a parcouru toute l'Europe jusqu'au début du XXe siècle.

## Historique
À ses débuts, André Grandsart montait sur scène dans la troupe du théâtre Courtois en interprétant des morceaux de violon. En effet, les père et mère de Grandsart (André-Joseph, né à Flines dans le Nord, et Anne Vacarezza) étaient musiciens ambulants sur les routes de Belgique et du nord de la France au début du XIXe siècle, ils initièrent leur fils à cet art. Après avoir rencontré « Papa » Courtois le prestidigitateur à Paris vers 1837, un véritable orchestre regroupait les enfants Courtois et Grandsart, ils jouaient des intermèdes entre les tours de magie du patriarche belge. 
C'est ainsi que le jeune Grandsart fréquenta Julie Courtois, fille aînée de Louis Courtois, dit « Papa ».
Au fil des ans une certaine concurrence apparu entre papa Courtois et André-Joseph Grandsart, la création du théâtre Grandsart-Courtois permit ainsi de différencier les parcours et représentations de ces deux « physiciens » très connus au début du XIXe siècle. Le théâtre Grandsart-Courtois a ensuite été repris après 1882 par les deux fils d'André, Auguste Emile né en 1843 à Paris et décédé à Gand en 1891, et Jules Arthur, né à Bruxelles en 1845 et décédé à Beauvais en 1905.  Puis ce sont les deux veuves, Adrienne Boesnach (épouse de Jules, fille d'un artiste néerlandais), et Clémence Consael (épouse d'Emile, fille de forains néerlandais) qui ont perpétué l'activité du théâtre itinérant.
Les dix-neuf enfants d'Emile, et les six enfants de Jules Grandsart sont tous resté artistes et forains, notamment en étant les précurseurs de la diffusion du cinéma en Belgique et en France. C'est notamment le cas de Polydore et Isidore Grandsart, fils d'Emile et connus comme étant des projectionnistes de talent dès les années 1897-99.

## Une variété de spectacles
Si les fondateurs du théâtre étaient avant tout des prestidigitateurs, comme André et ses deux fils, leurs descendants ont inclus de nouveaux spectacles d'acrobatie et jonglage, et recruté divers personnages comme des nains célèbres.
Par exemple, l'affiche du spectacle des années 1855-60 décrit une représentation en cinq parties. La première était consacré à une dizaine de tours de magie d'André et sa femme (comme la transformation d'eau en vin, l'apparition de cartes, ...). La deuxième partie faisait appel au fils aîné, Emile, que son père endormait à l'aide d'éther puis suspendait en position horizontale. La troisième partie était un intermède musical ou le violoniste était accompagné d'une chanteuse soprano. La quatrième partie requérait l'usage de projection d'images fixes et l'utilisation de jeux de lumière. Enfin, le spectacle se terminait par « l'escamotage d'une femme vivante », celle-ci était interprétée par la belle-sœur d'André Grandsart, Thérèse Françoise Courtois, seconde fille du magicien Louis Courtois.
Au milieu des années 1860, notamment lors d'une tournée en Belgique, les tours de magie sont devenus minoritaires devant les scènes comiques (imitations de personnages célèbres), les projections du « Polyorama » (feux d'artifice kaléidoscopiques), et les jonglages de chapeaux réalisés par les fils Emile et Jules. Par contre, les intermèdes musicaux sont toujours interprétés au violon et la flûte traversière par André-Joseph, ainsi que l'escamotage de Thérèse Courtois. Le second fils Courtois, Auguste, propose une série de projections de « tableaux » représentant des sites et panoramas connus du monde entier.
Plus tard, dans les années 1880, c'est Jules Grandsart qui succède à son père pour les tours de magie. Mais le clou du spectacle est « l'Apothéose de la reine des fleurs », féerie à base de feux de Bengale et d'utilisation de la toute nouvelle lumière électrique. Les Grandsart-Courtois sont alors aussi épaulés d'artistes forains d'horizons divers, comme Morel, la famille Walkerri, les clowns Léonce, Théodoro et Tonio, ainsi que « Miss Aurore » et son décor de glace.
Tout à la fin du XIXe siècle, un des petits-fils d'André-Joseph Grandsart, Émile (un fils de Jules, né à Bruges en 1883), reprit le thème du transformisme sous le surnom de French Fregoli. Ce transformiste a également été l'impressario d'une naine célèbre de l'époque, la Princesse Paulina, la plus petite fille du monde. Deux de ses cousins, Polydore et Isidore, devinrent opérateurs de cinéma en faisant des tournées en Belgique. Enfin, un autre prestidigitateur, Guillaume Clément (beau-fils de Jules Arthur Grandsart) dont le pseudonyme était Monsieur O'Williams, perpétua la tradition des magiciens dans cette famille. Ce dernier apparaît sur les affiches du théâtre dans les années 1890, avec « Mademoiselle Carel ».

## Tournées en Belgique, France, et aux Pays-Bas
Depuis la séparation d'avec le théâtre de Papa Courtois, la famille Grandsart a essentiellement parcouru le nord et l'est de la France ainsi que la Belgique et le sud des Pays-Bas. Leur base géographique était située à Gand, et leur tournée principale passait par les villes d'Ostende, Lille et Roubaix, puis ils descendaient la cote normande jusqu'à la foire de Caen aux mois d'avril et mai. Leur tournée se poursuivait vers Orléans puis faisait halte à Reims et Nancy. Il remontaient en Belgique par le Luxembourg pour atteindre Verviers, Liège pour arriver enfin à Gand. 
Parfois, à partir de 1900, leur parcours s'étendait à toute la France; ce théâtre itinérant a ainsi fait étape à Toulouse et Bordeaux en 1900 et 1901, Rochefort en 1904. Une grande tournée dans le sud-est et la vallée du Rhône les a amené jusque sur la côte d'azur et Cannes en 1909. 
La dernière tournée connue date de l'été 1913 où la famille Grandsart a fait étape à Orléans. Le premier conflit mondial et l'occupation de la Belgique et du nord de la France les a définitivement écarté des routes et lieux de foires.